# Vinho de rosas
Vinho de rosas (玫瑰露酒) é um licor de sorgo destilado com açúcar e pétalas de rosa, com cerca de 46% de álcool, usado principalmente para cozinhar na culinária da China, por exemplo para temperar carne de porco para assar, como char siu, mas também usado em cocktails. 